# Verbandsgemeinde Otterbach-Otterberg
Die Verbandsgemeinde Otterbach-Otterberg ist eine Gebietskörperschaft im Landkreis Kaiserslautern in Rheinland-Pfalz. Der Verbandsgemeinde gehören die Stadt Otterberg sowie elf weitere Ortsgemeinden an, der Verwaltungssitz ist in der Stadt Otterberg, eine zweite Verwaltungsstelle befindet sich in Otterbach. In der Verbandsgemeinde leben 18.763 Einwohner. (Stand: 31. Dezember 2024)
Sie entstand aus dem Zusammenschluss der Verbandsgemeinden Otterbach und Otterberg zum 1. Juli 2014.

## Verbandsangehörige Gemeinden
| Ortsgemeinde, Stadt                  | Fläche (km²) | Einwohner |
| ------------------------------------ | ------------ | --------- |
| Frankelbach                          | 5,29         | 327       |
| Heiligenmoschel                      | 8,68         | 614       |
| Hirschhorn/Pfalz                     | 3,32         | 723       |
| Katzweiler                           | 9,42         | 1.879     |
| Mehlbach                             | 9,02         | 1.120     |
| Niederkirchen                        | 23,85        | 1.858     |
| Olsbrücken                           | 7,22         | 1.016     |
| Otterbach                            | 6,20         | 4.008     |
| Otterberg, Stadt                     | 32,10        | 5.348     |
| Schallodenbach                       | 7,46         | 861       |
| Schneckenhausen                      | 3,71         | 576       |
| Sulzbachtal                          | 6,71         | 433       |
| Verbandsgemeinde Otterbach-Otterberg | 122,97       | 18.763    |

(Einwohner am 31. Dezember 2024)

## Geschichte
Die beiden bisherigen Verbandsgemeinden Otterbach und Otterberg waren 1971 im Rahmen der ersten rheinland-pfälzischen Verwaltungsreform entstanden. Zuvor galten im damaligen Regierungsbezirk Pfalz im Wesentlichen die aus der bayerischen Zeit (1816 bis 1946) stammenden Verwaltungsstrukturen.
Am 28. September 2010 wurde das „Erste Gesetz zur Kommunal- und Verwaltungsreform“ erlassen mit dem Ziel, Leistungsfähigkeit, Wettbewerbsfähigkeit und Verwaltungskraft der kommunalen Strukturen zu verbessern. Für Verbandsgemeinden wurde festgelegt, dass diese mindestens 12.000 Einwohner (Hauptwohnung am 30. Juni 2009) umfassen sollen. Ansonsten sollen sie bis zur Kommunalwahl 2014 mit benachbarten Verbandsgemeinden zusammengelegt werden. Die sogenannte Freiwilligkeitsphase endete am 30. Juni 2012.
Am 14. Dezember 2010 beschlossen die Verbandsgemeinderäte der beiden Verbandsgemeinden in getrennten, aber zeitgleich stattfindenden Sitzungen die Fusion der benachbarten Verbandsgemeinden im Jahr 2014. Der Fusionsvertrag wurde von den beiden Bürgermeistern, Harald Westrich (Verbandsgemeinde Otterbach) und Martin Müller (Verbandsgemeinde Otterberg), am gleichen Tag unterzeichnet.
Nach dem am 20. Dezember 2011 erlassenen „Landesgesetz über die freiwillige Bildung der neuen Verbandsgemeinde Otterbach-Otterberg“ wurde zum 1. Juli 2014 eine neue Verbandsgemeinde mit dem Namen „Verbandsgemeinde Otterbach-Otterberg“ gebildet. Verwaltungssitz ist die Stadt Otterberg, in Otterbach soll eine zweite Verwaltungsstelle bleiben.

## Bevölkerungsentwicklung
| Verbandsgemeinde Otterbach-Otterberg: Einwohnerzahlen von 2012 bis 2024                                                            | Verbandsgemeinde Otterbach-Otterberg: Einwohnerzahlen von 2012 bis 2024 | Verbandsgemeinde Otterbach-Otterberg: Einwohnerzahlen von 2012 bis 2024 | Verbandsgemeinde Otterbach-Otterberg: Einwohnerzahlen von 2012 bis 2024 | Verbandsgemeinde Otterbach-Otterberg: Einwohnerzahlen von 2012 bis 2024 |
| --- | ----------------------------------------------------------------------- | ----------------------------------------------------------------------- | ----------------------------------------------------------------------- | ----------------------------------------------------------------------- |
| Jahr |                                                                         |                                                                         |                                                                         | Einwohner                                                               |
| 2012 | 2012                                                                    |                                                                         | 18.619                                                                  | 18.619                                                                  |
| 2015 | 2015                                                                    |                                                                         | 18.787                                                                  | 18.787                                                                  |
| 2020 | 2020                                                                    |                                                                         | 18.748                                                                  | 18.748                                                                  |
| 2024 | 2024                                                                    |                                                                         | 18.763                                                                  | 18.763                                                                  |
| Quelle(n): statistik.rlp.de Anmerkung(en): Die Entwicklung der Einwohnerzahl, bezogen auf das heutige Gebiet der Verbandsgemeinde. |                                                                         |                                                                         |                                                                         |                                                                         |

## Politik

### Verbandsgemeinderat
Der Verbandsgemeinderat Otterbach-Otterberg besteht aus 32 ehrenamtlichen Ratsmitgliedern, die bei der Kommunalwahl am 9. Juni 2024 in einer personalisierten Verhältniswahl gewählt wurden, und dem hauptamtlichen Bürgermeister als Vorsitzendem.
Die Sitzverteilung im Verbandsgemeinderat:
| Wahl | SPD | CDU | GRÜNE | AfD | FDP | Linke | FWG | Gesamt   |
| ---- | --- | --- | ----- | --- | --- | ----- | --- | -------- |
| 2024 | 8   | 6   | 2     | 5   | 1   | –     | 10  | 32 Sitze |
| 2019 | 11  | 7   | 4     | –   | 1   | 1     | 8   | 32 Sitze |
| 2014 | 15  | 8   | 2     | –   | 1   | –     | 6   | 32 Sitze |

- FWG = Freie Wählergruppe Verbandsgemeinde Otterbach-Otterberg e. V.

### Bürgermeister
Zum Bürgermeister der neuen Verbandsgemeinde wurde bei der Direktwahl am 25. Mai 2014 Harald Westrich (SPD) mit einem Stimmenanteil von  69,69 % direkt gewählt. Seine erste achtjährige Amtszeit begann am 1. Juli 2014. Bei der Direktwahl am 14. November 2021 wurde er mit einem Stimmenanteil von 80,11 % für weitere acht Jahre in seinem Amt bestätigt.